# Chlordaan
Chlordaan is een gebrugde organische verbinding met als brutoformule C10H6Cl8. Het is een lichtgele tot amberkleurige viskeuze vloeistof, die hydrofoob en dus zeer slecht oplosbaar in water is. De stof werd van 1948 tot 1988 gebruikt als pesticide in de Verenigde Staten. Handelsnamen van deze stof zijn onder andere Belt, Chlor Kil, Chlortox, Corodan, Gold Crest, Intox, Kypchlor, Niran, Octachlor, Sydane, Synklor, Termi-Ded, Topiclor en Toxichlor.

## Toxicologie en veiligheid
De stof ontleedt bij verbranding en bij contact met basen, met vorming van giftige dampen, onder andere chloor, fosgeen en waterstofchloride. Chlordaan tast ijzer, zink, kunststoffen en rubber aan.